# Wielowieś (gmina)
Wielowieś – gmina wiejska w Polsce położona w województwie śląskim, w powiecie gliwickim. W latach 1975–1998 gmina administracyjnie należała do województwa katowickiego.
Siedziba gminy to Wielowieś.

## Historia
Gmina zbiorowa Wielowieś powstała po II wojnie światowej (w grudniu 1945) w powiecie gliwickim na terenie tzw. Ziem Odzyskanych (tzw. I okręg administracyjny – Śląsk Opolski), powierzonym 18 marca 1945 administracji wojewody śląskiego, a z dniem 28 czerwca 1946 przyłączonym do województwa śląskiego (śląsko-dąbrowskiego).
Według stanu z 1 stycznia 1946 gmina składała się z 5. gromad: Błażejowice, Czarków, Kieleczka, Sieroty i Wielowieś. 6 lipca 1950 zmieniono nazwę województwa śląskiego na katowickie, a 9 marca 1953 kolejno na stalinogrodzkie. Według stanu z 1 lipca 1952 gmina składała się z 5. gromad: Błażejowice, Czarków, Kieleczka, Sieroty i Wielowieś. Gmina została zniesiona 29 września 1954 wraz z reformą wprowadzającą gromady w miejsce gmin.
Jednostkę reaktywowano 1 stycznia 1973 w tymże powiecie i województwie. W jej skład weszły obszary 13 sołectw: Błażejowice, Borowiany, Czarków, Dąbrówka, Gajowice, Kieleczka, Radonia, Raduń, Sieroty, Świbie, Wielowieś, Wiśnicze i Zacharzowice.
1 czerwca 1975 gmina weszła w skład nowo utworzonego (mniejszego) woj. katowickiego (zniesienie powiatów). Od 1999 w woj. śląskim, ponownie w powiecie gliwickim.

## Położenie
Gmina jest położona w północnej części powiatu gliwickiego i sąsiaduje z gminami:
- Toszek (powiat gliwicki)
- Jemielnica, Strzelce Opolskie, Zawadzkie (powiat strzelecki)
- Krupski Młyn, Tworóg, Zbrosławice (powiat tarnogórski)

## Miejscowości
Miejscowości leżące na terenie gminy Wielowieś:
Wsie:
- Błażejowice
- Czarków
- Dąbrówka
- Gajowice
- Kieleczka
- Sieroty
- Świbie
- Radonia
- Raduń-Borowiany
- Wielowieś (wieś gminna)
- Wiśnicze
- Zacharzowice

Osada
- Dąbrówka-Hubertus

Integralne części wsi
- Cegielnia
- Chwoszcz
- Gaj
- Gajówka
- Jerzmanów
- Kolonia
- Kotków
- Napłatki

Nieoficjalne przysiółki wsi
- Diana
- Gogol
- Pustkowie
- Łabowice

## Struktura powierzchni
Według danych z roku 2002 gmina Wielowieś ma obszar 116,59 km², w tym:
- użytki rolne: 65%
- użytki leśne: 27%

Gmina stanowi 17,58% powierzchni powiatu.

## Demografia

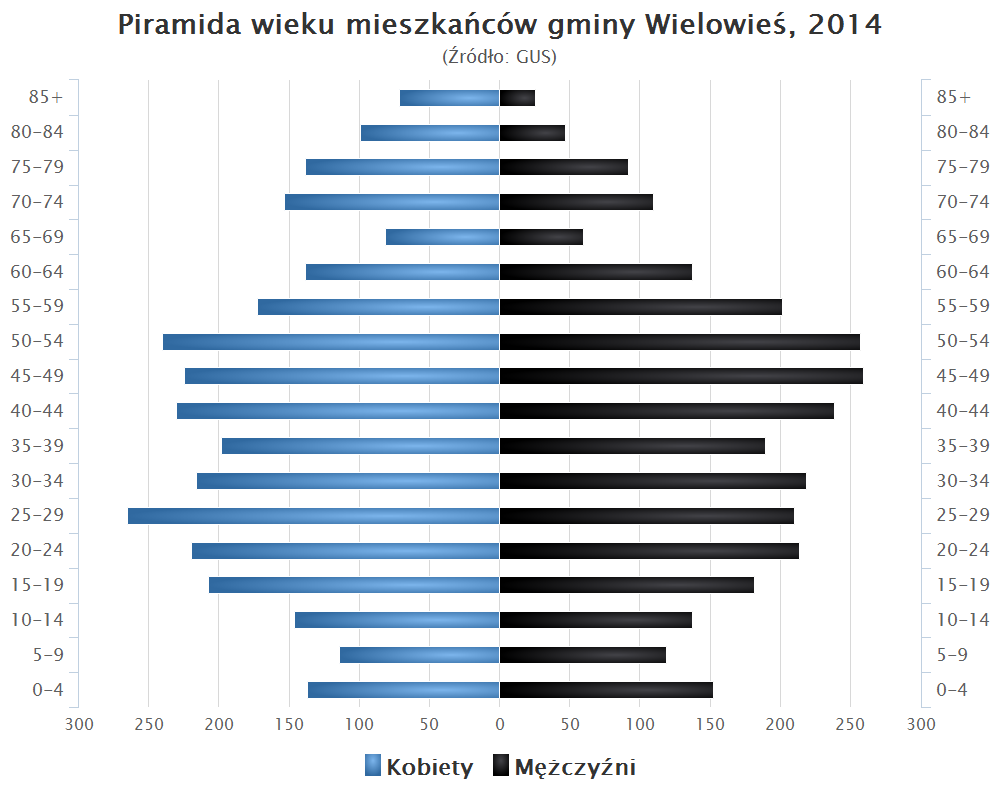
Piramida wieku mieszkańców gminy Wielowieś w 2014 roku

Dane z 30 czerwca 2004:
| Opis                              | Ogółem | Ogółem | Kobiety | Kobiety | Mężczyźni | Mężczyźni |
| --------------------------------- | ------ | ------ | ------- | ------- | --------- | --------- |
| jednostka                         | osób   | %      | osób    | %       | osób      | %         |
| populacja                         | 6104   | 100    | 3137    | 51,4    | 2967      | 48,6      |
| gęstość zaludnienia (mieszk./km²) | 52,4   | 52,4   | 26,9    | 26,9    | 25,4      | 25,4      |

## Edukacja
Gmina Wielowieś posiada sieć publicznych placówek oświatowych składającą się z dwóch przedszkoli, dwóch szkół podstawowych oraz jednego gimnazjum. Dwa przedszkola i dwie szkoły podstawowe tworzą Zespoły Szkolno-Przedszkolne.
Przedszkola:
- Przedszkole w ZSP w Świbiu
- Przedszkole w ZSP w Wielowsi

Szkoły podstawowe:
- Szkoła Podstawowa w ZSP w Świbiu
- Szkoła Podstawowa w ZSP w Wielowsi

Gimnazja:
- Gimnazjum w Wielowsi

## Turystyka
Przez gminę przebiegają następujące szlaki turystyczne:
- – Szlak Stulecia Turystyki
- – Szlak Okrężny Wokół Gliwic
- – Szlak Zacharzowicki

## Transport

### Drogowy
Przez gminę Wielowieś przechodzą drogi wojewódzkie:
- 901 Gliwice (DK78) - Pyskowice (DK94) - Kolonia - Zacharzowice - Gogol - Sieroty - Wielowieś - Błachów (DK46)
- 907 Niewiesze (DK40) - Toszek (DK94) - Błażejowice - Wielowieś - Kieleczka - Tworóg (DK11) - Koszęcin - Boronów - Wygoda

Około 4,5 km na wschód od gminy Wielowieś, przebiega droga krajowa nr 11. Droga ta ma 618 km długości, łączy Kołobrzeg z Bytomiem. Bezpośredni dojazd z gminy do DK11 oferuje DW907.

### Komunikacja
Komunikację miejską w Gminie Wielowieś organizuje Międzygminny Związek Komunikacji Pasażerskiej Tarnowskie Góry. Dzięki MZKP sołectwa (poza Dąbrówką) posiadają połączenie z siedzibą gminy – Wielowsią.
Obecny kształt komunikacji międzygminnej:
- Trasa linii 152:
  - W stronę Pyskowic:
    - Wielowieś
    - Sieroty
    - Sieroty-Chwoszcz
    - Zacharzowice
    - Pniów
    - Pyskowice

  - Z Pyskowic:
    - Pyskowice
    - Pniów
    - Zacharzowice
    - Sieroty-Chwoszcz
    - Sieroty
    - Wielowieś
    - Błażejowice
    - Wiśnicze
    - Świbie
    - Radonia
    - Raduń-Borowiany
    - Kieleczka
    - Wielowieś
      - Warianty trasy:
        - Tworóg Dworzec PKP – Pyskowice Pl. Wyszyńskiego przez Czarków, Jerzmanów, Kieleczkę, Borowiany, Radonię, Świbie, Wiśnicze, Błażejowice, Wielowieś, Sieroty, Zacharzowice i Pniów.
        - Pyskowice Pl. Wyszyńskiego – Boruszowice Hanusek przez Pniów, Zacharzowice, Sieroty, Wielowieś, Błażejowice, Wiśnicze, Świbie, Radonię, Borowiany, Kieleczkę, Jerzmanów, Czarkow, Tworóg, Brynek i Hanusek (kursuje jedynie w dni nauki szkolnej).
- Trasa linii 180:
  - Tarnowskie Góry
  - Miedary
  - Połomia
  - Jasiona (w wybranych kursach)
  - Wojska
  - Kolonia Kotków
  - Wielowieś
  - Kieleczka (w wybranych kursach)
  - Świniowice
  - Tworóg (w wybranych kursach)
- Trasa linii 737:
  - Wielowieś
  - Czarków
  - Jerzmanów
  - Kieleczka
  - Raduń-Borowiany
  - Radonia
  - Świbie
  - Wiśnicze
  - Gajowice
  - Błażejowice
  - Wielowieś
    - Warianty trasy:
      - Boruszowice Hanusek – Wielowieś Ośrodek Zdrowia przez Świniowice,
      - Boruszowice Hanusek – Wielowieś Ośrodek Zdrowia przez Czarków, Jerzmanów, Kieleczkę, Borowiany, Radonię, Świbie, Wiśncize, Gajowice i Błażejowice (z pominięciem Świniowic).

Komunikację z siedzibą powiatu – Gliwicami, zapewnia komercyjny przewoźnik PKS Gliwice.